# ابو حجیره خواتنه
ابو حجیره خواتنه یک منطقهٔ مسکونی در سوریه است که در استان حسکه واقع شده‌است. ابو حجیره خواتنه ۱٬۷۷۴ نفر جمعیت دارد.